# Юрьев-Польский район
Ю́рьев-По́льский райо́н — административно-территориальная единица во Владимирской области России. В границах района образован одноимённый муниципальный район.
Административный центр — город Юрьев-Польский.

## География
Район расположен на севере Владимирской области в пределах Владимирского Ополья. Местность холмистая, изобилующая оврагами и балками. Площадь 1 910 км2 (5-е место среди районов). Основные реки: Селекша, Колокша.
Флора района насчитывает 761 вид сосудистых растений.

## История

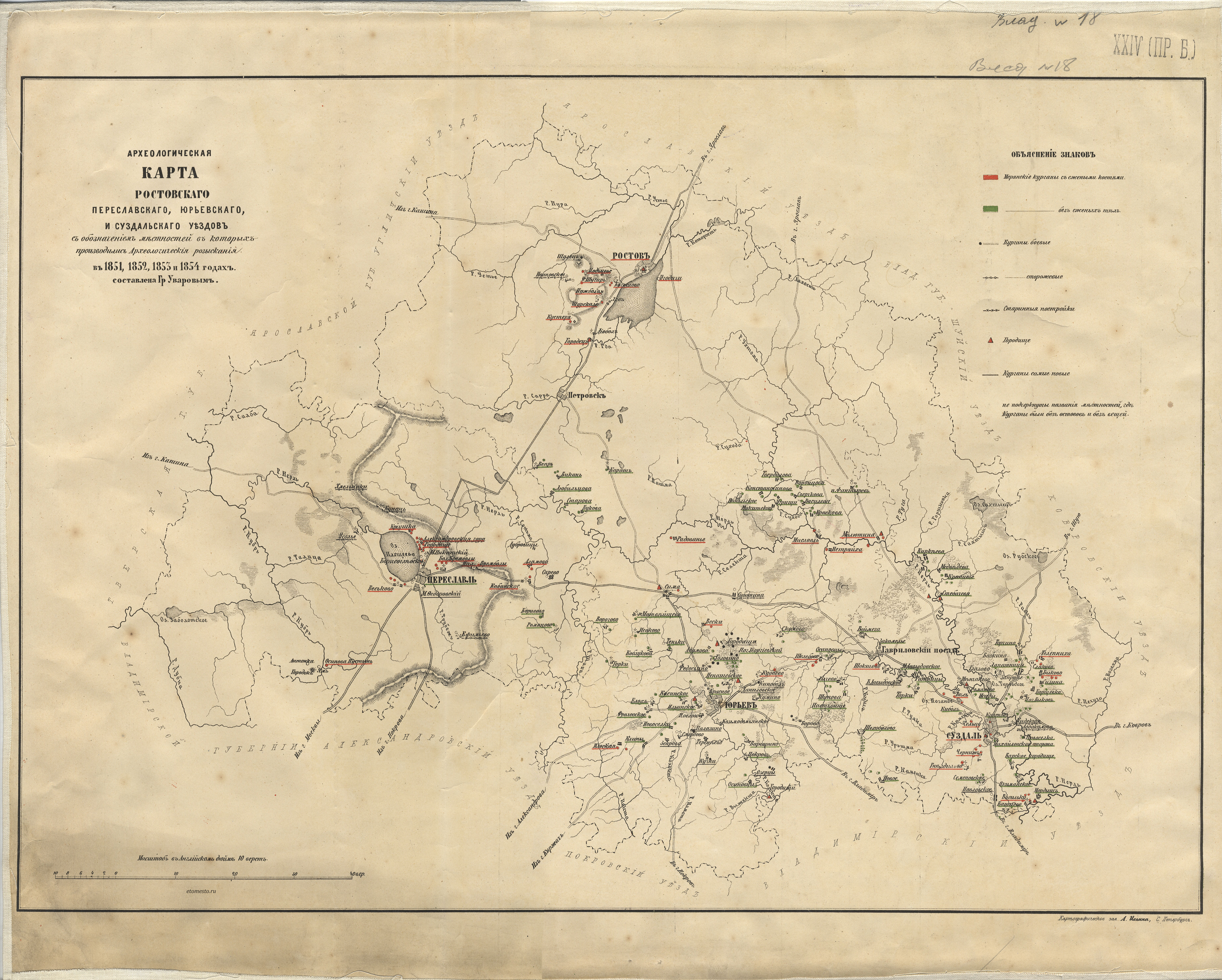
Археологическая карта Ростовского, Переславского, Юрьевского и Суздальского уездов, изыскания 1851, 1852, 1853 и 1854 годов

Район образован 10 апреля 1929 года в составе Александровского округа Ивановской Промышленной области из части территорий упраздненного Юрьев-Польского уезда Иваново-Вознесенской губернии.
25 января 1935 года из части территории района выделен Небыловский район.
На 1 января 1940 года в состав района входил город Юрьев-Польский и 24 сельских совета: Березниковский, Большекузминский, Большелучинский, Варваринский, Горкинский, Городищенский, Григоровский, Добрынский, Иворовский, Ильинский, Калманский, Красковский, Красносельский, Кузьмадинский, Лучковский, Малолучинский, Нестеровский, Палазинский, Семьинский, Симский, Стряпковский, Турабьевский, Фроловский, Юрковский.
С 14 августа 1944 года Юрьев-Польский район в составе Владимирской области.
В 1954 году объединены сельсоветы: Мало-Лучинский и Турабьевский в Мало-Лучинский сельсовет, Варваринский и Кузьмадинский в Варваринский сельсовет, Палазинский, Ильинский и Больше-Кузьминский в Палазинский сельсовет, Горкинский и Березниковский в Горкинский сельсовет, Нестеровский и Лучинский в Нестеровский сельсовет, Юрковский и Григоровский в Юрковский сельсовет, Иворовский сельсовет переименован в Подолецкий.
В 1959 году упразднены сельсоветы: Красковский с передачей территории в состав Горкинского и Красносельского сельсоветов; Нестеровский с передачей территории в состав Симского сельсовета; Добрынский с передачей территории в состав Стряпковского и Красносельского сельсоветов; центр Стряпковского сельсовета перенесен в село Матвейщево с переименованием его в Матвеещевский. Упразднен Семьинский сельсовет с передачей территории в состав Калманьского сельсовета, центр перенесен в село Кучки с переименованием в Кучковский сельсовет. Упразднён Варваринский сельсовет с передачей территории в состав Палазинского и Кучковского сельсоветов, центр Палазинского сельсовета перенесен в село Дроздово и переименован в Дроздовский сельсовет. Упразднён Юрковский сельсовет с передачей территории в состав Городищенского и Иворовского сельсоветов. Центр Иворовского сельсовета перенесен в село Подолец с переименованием сельсовета в Подолецкий. Упразднён Больше-Лучинский сельсовет с передачей территории в состав Фроловского сельсовета.
В соответствии с указом Президиума Верховного Совета РСФСР от 01.02.1963 г. «Об укрупнение сельских районов, образовании промышленных районов и изменении подчиненности районов и городов Владимирской области» образован Юрьев-Польский сельский район (центр — город Юрьев-Польский) составе 25 сельсоветов: 10 сельсоветов Юрьев-Польского района (Городищенский, Горкинский, Дроздовский, Красносельский, Кучковский, Мало-Лучинский, Матвейщевский, Подолецкий, Симский, Фроловский), 7 сельсоветов Небыловского района, 8 сельсоветов пригородной зоны города Кольчугина. 17 мая 1963 года упразднен Дроздовский сельсовет с передачей населённых пунктов Кучковскому и Красносельскому сельсоветам.
В 1964 году Беречинский, Вауловский, Есиплевский, Коробовщинский, Литвиновский, Ново-Бусинский сельсоветы переданы в состав Ставровского сельского района, Литвиновский сельсовет Ставровского сельского района передан в состав Юрьев-Польского сельского района.
В соответствии с указом Президиума Верховного Совета РСФСР от 12.01.1965 г. Юрьев-Польский сельский район преобразован в Юрьев-Польский район в составе 16 сельсоветов (Горкинский, Городищенский, Калининский, Красносельский, Кучковский, Мало-Лучинский, Матвейщевский, Небыловский, Никульский, Озерецкий, Подолецкий, Симский, Тумский, Фроловский, Чековский, Шихобаловский), 3 сельсовета (Илькинский, Литвиновский и Лычевский) переданы в Кольчугинский район.
В 1966 году упразднен Тумский сельсовет с передачей населённых пунктов в состав Шихобаловского сельсовета.
В 1977 году перенесены: центр Малолучинского сельсовета в село Шипилово с переименованием его в Шипиловский; центр Калининского сельсовета в село Авдотьино с переименованием его в Авдотьинский; центр Никульского сельсовета в село Федоровское с переименованием его в Федоровский; центр Озерецкого сельсовета в село Красное Заречье с переименованием его в Краснозареченский; центр Фроловского сельсовета в село Косинское с переименованием его в Косинский.
На 1 января 1983 года в состав района входили город Юрьев-Польский и 15 сельских советов: Авдотьинский, Горкинский, Городищенский, Косинский, Краснозареченский, Красносельский, Кучковский, Матвейщивский, Небыловский, Подолецкий, Симский, Федоровский, Чековский, Шипиловский, Шихобаловский.
В 1992 году центр Городищенского сельсовета перенесен в посёлок Энтузиаст с переименованием сельсовета в Энтузиастский.
В 1998 году в результате реформы местного самоуправления все сельские советы преобразованы в сельские округа.
В 2002—2004 годах упразднены Авдотьинский, Краснозареченский, Матвейщивский, Подолецкий, Чековский, Шипиловский сельские округа, Городищенский сельский округ переименован в Энтузиастский.
В соответствии с Законом Владимирской области от 10 ноября 2004 года № 174-ОЗ было образовано муниципальное образование город Юрьев-Польский, наделённое статусом городского округа.
В соответствии с Законом Владимирской области от 11 мая 2005 года № 55-ОЗ, отменившим действие предыдущего закона, Юрьев-Польский район как муниципальное образование был наделён статусом муниципального района в составе 1 городского и 3 сельских поселений.

## Население
| 1939    | 1959    | 1970    | 1979    | 1989    | 2002    | 2009    | 2010    | 2011    |
| ------- | ------- | ------- | ------- | ------- | ------- | ------- | ------- | ------- |
| 54 397  | ↘42 249 | ↗49 437 | ↘43 303 | ↘42 219 | ↘39 023 | ↘37 378 | ↘36 747 | ↘36 682 |
| 2012    | 2013    | 2014    | 2015    | 2016    | 2017    | 2018    | 2019    | 2020    |
| ↗36 744 | ↘36 518 | ↘36 361 | ↘36 080 | ↘35 567 | ↘35 141 | ↘34 746 | ↘34 363 | ↘34 132 |
| 2021    |         |         |         |         |         |         |         |         |
| ↘31 961 |         |         |         |         |         |         |         |         |

Примечание. 1959 год — без Небыловского района (14 925 чел.)

### Урбанизация
В городских условиях (город Юрьев-Польский) проживают 54.05 % населения района.

### Национальный состав
По итогам переписи населения 2020 года проживали следующие национальности (национальности менее 0,1 % и другое, см. в сноске к строке «Другие»):
| Национальность | Численность, чел. | Доля     |
| -------------- | ----------------- | -------- |
| Русские        | 28 835            | 90,22 %  |
| Таджики        | 280               | 0,88 %   |
| Узбеки         | 152               | 0,48 %   |
| Армяне         | 122               | 0,38 %   |
| Украинцы       | 118               | 0,37 %   |
| Татары         | 67                | 0,21 %   |
| Молдаване      | 52                | 0,16 %   |
| Белорусы       | 36                | 0,11 %   |
| Цыгане         | 32                | 0,10 %   |
| Другие         | 2267              | 7,09 %   |
| Итого          | 31 961            | 100,00 % |

## Муниципально-территориальное устройство
В Юрьев-Польский район входят одно городское и три сельских поселения:
| №        | Муниципальное образование | Административный центр | Количество населённых пунктов | Население | Площадь, км2 |
| -------- | ------------------------- | ---------------------- | ----------------------------- | --------- | ------------ |
| 1e-06    | Городское поселение:      |                        |                               |           |              |
| 1        | город Юрьев-Польский      | город Юрьев-Польский   | 1                             | ↘17 276   | 10,20        |
| 1.000002 | Сельские поселения:       |                        |                               |           |              |
| 2        | Красносельское            | село Красное           | 81                            | ↘7158     | 996,00       |
| 3        | Небыловское               | село Небылое           | 36                            | ↗5230     | 523,26       |
| 4        | Симское                   | село Сима              | 31                            | ↘2297     | 374,00       |

## Населённые пункты
Распределение населения района:
 Юрьев-Польский (54,05 %) Сима  (3,37 %) Небылое (3,76 %) Шихобалово (3,11 %) Андреевское  (2,01 %) Энтузиаст  (1,98 %) Остальные (31,72 %)
В районе 149 населённых пунктов:
| №   | Населённый пункт          | Тип      | Население | Муниципальное образование |
| --- | ------------------------- | -------- | --------- | ------------------------- |
| 1   | Абабурово                 | село     | →0        | Небыловское               |
| 2   | Авдотьино                 | село     | ↘151      | Красносельское            |
| 3   | Алексино                  | село     | ↘2        | Симское                   |
| 4   | Андреевское               | село     | →4        | Красносельское            |
| 5   | Андреевское               | село     | ↘642      | Небыловское               |
| 6   | Афинеево                  | село     | ↗24       | Красносельское            |
| 7   | Баскаки                   | деревня  | ↘4        | Небыловское               |
| 8   | Беляницыно                | село     | ↘175      | Красносельское            |
| 9   | Березники                 | село     | ↘51       | Красносельское            |
| 10  | Бильдино                  | деревня  | ↘0        | Симское                   |
| 11  | Богдановский рыбопитомник | село     | ↘4        | Небыловское               |
| 12  | Богдановское              | село     | ↘36       | Небыловское               |
| 13  | Богородское               | село     | →2        | Небыловское               |
| 14  | Большелучинское           | село     | →0        | Красносельское            |
| 15  | Большепетровское          | село     | ↗6        | Красносельское            |
| 16  | Борисовка                 | деревня  | →0        | Красносельское            |
| 17  | Варварино                 | село     | ↗25       | Красносельское            |
| 18  | Васильевка                | деревня  | ↗29       | Небыловское               |
| 19  | Вёска                     | деревня  | ↘150      | Симское                   |
| 20  | Вижегша                   | деревня  | →0        | Красносельское            |
| 21  | Волствиново               | село     | ↘0        | Красносельское            |
| 22  | Ворогово                  | село     | →0        | Симское                   |
| 23  | Воскресенское             | деревня  | ↗60       | Небыловское               |
| 24  | Выползово                 | деревня  | ↗5        | Красносельское            |
| 25  | Гаврильцево               | деревня  | ↘0        | Красносельское            |
| 26  | Горки                     | село     | ↘362      | Красносельское            |
| 27  | Городище                  | село     | ↘292      | Красносельское            |
| 28  | Горяиново                 | село     | ↘63       | Небыловское               |
| 29  | Григорово                 | село     | →2        | Красносельское            |
| 30  | Дергаево                  | деревня  | ↘5        | Небыловское               |
| 31  | Добрынское                | село     | ↘2        | Симское                   |
| 32  | Дроздово                  | деревня  | ↘108      | Красносельское            |
| 33  | Дубрава                   | село     | ↘0        | Симское                   |
| 34  | Егоровка                  | деревня  | →0        | Красносельское            |
| 35  | Елох                      | деревня  | ↘14       | Красносельское            |
| 36  | Елховское лесничество     | деревня  | →0        | Красносельское            |
| 37  | Ельцы                     | село     | ↘5        | Небыловское               |
| 38  | Железово                  | деревня  | ↗64       | Небыловское               |
| 39  | Заборье                   | село     | ↗4        | Симское                   |
| 40  | Звенцово                  | деревня  | ↘129      | Небыловское               |
| 41  | Иворово                   | село     | ↘6        | Красносельское            |
| 42  | Ильинское                 | село     | ↗102      | Красносельское            |
| 43  | Иналово                   | село     | →0        | Симское                   |
| 44  | Исаково                   | село     | →0        | Красносельское            |
| 45  | Калиновка                 | село     | ↘132      | Красносельское            |
| 46  | Калмань                   | село     | ↗10       | Красносельское            |
| 47  | Каменка                   | село     | ↘32       | Симское                   |
| 48  | Карабаниха                | деревня  | →3        | Красносельское            |
| 49  | Карандышево               | деревня  | ↘30       | Красносельское            |
| 50  | Карельская Слободка       | село     | ↗31       | Небыловское               |
| 51  | Кирпичный Завод           | село     | ↘63       | Красносельское            |
| 52  | Ключевая                  | деревня  | →0        | Красносельское            |
| 53  | Княжиха                   | деревня  | ↘2        | Красносельское            |
| 54  | Кокорекино                | деревня  | ↘0        | Симское                   |
| 55  | Коленово                  | деревня  | ↘21       | Симское                   |
| 56  | Колокольцево              | деревня  | ↗7        | Красносельское            |
| 57  | Косагово                  | село     | ↘7        | Небыловское               |
| 58  | Косинское                 | село     | ↘634      | Красносельское            |
| 59  | Котлучино                 | село     | ↗73       | Небыловское               |
| 60  | Красная Горка             | село     | ↘85       | Небыловское               |
| 61  | Красное                   | село     | ↗649      | Красносельское            |
| 62  | Красное Заречье           | село     | ↗368      | Небыловское               |
| 63  | Кубаево                   | село     | ↘25       | Красносельское            |
| 64  | Кузьмадино                | село     | ↗311      | Красносельское            |
| 65  | Кумино                    | село     | ↗69       | Красносельское            |
| 66  | Кучки                     | село     | ↘85       | Красносельское            |
| 67  | Лазаревское               | деревня  | →0        | Небыловское               |
| 68  | Леднево                   | станция  | ↘0        | Красносельское            |
| 69  | Леднево                   | село     | ↗42       | Небыловское               |
| 70  | Лиственный                | село     | ↘11       | Красносельское            |
| 71  | Лукино                    | деревня  | →0        | Небыловское               |
| 72  | Лучки                     | местечко | ↘220      | Симское                   |
| 73  | Лыково                    | село     | ↗152      | Небыловское               |
| 74  | Маймор                    | село     | ↘0        | Симское                   |
| 75  | Малое Петровское          | деревня  | →0        | Красносельское            |
| 76  | Малолучинское             | село     | ↗86       | Красносельское            |
| 77  | Марково                   | деревня  | ↘18       | Симское                   |
| 78  | Матвейщево                | село     | ↘237      | Симское                   |
| 79  | Махлино                   | деревня  | ↗5        | Красносельское            |
| 80  | Михали                    | деревня  | →0        | Красносельское            |
| 81  | Мукино                    | деревня  | ↘11       | Небыловское               |
| 82  | Небылое                   | село     | ↘1201     | Небыловское               |
| 83  | Невежино                  | деревня  | →0        | Небыловское               |
| 84  | Ненашевское               | село     | ↗50       | Красносельское            |
| 85  | Нестерово                 | село     | ↘67       | Симское                   |
| 86  | Никульское                | село     | ↘6        | Небыловское               |
| 87  | Новая                     | деревня  | ↗5        | Красносельское            |
| 88  | Новое                     | село     | ↗26       | Красносельское            |
| 89  | Новопавловка              | деревня  | →0        | Красносельское            |
| 90  | Озёрный                   | село     | →2        | Симское                   |
| 91  | Ополье                    | село     | ↘592      | Красносельское            |
| 92  | Осиповец                  | деревня  | →0        | Красносельское            |
| 93  | Павловское                | село     | ↗71       | Небыловское               |
| 94  | Палазино                  | село     | ↗42       | Красносельское            |
| 95  | Парковый                  | село     | ↘33       | Симское                   |
| 96  | Парша                     | село     | ↗44       | Красносельское            |
| 97  | Пенье                     | село     | →0        | Симское                   |
| 98  | Перемилово                | село     | ↘0        | Симское                   |
| 99  | Петрятково                | деревня  | →0        | Симское                   |
| 100 | Подлесный                 | село     | ↘0        | Симское                   |
| 101 | Подолец                   | село     | ↘192      | Красносельское            |
| 102 | Поелово                   | село     | ↗23       | Красносельское            |
| 103 | Пречистая Гора            | село     | ↗60       | Небыловское               |
| 104 | Пригородный               | село     | ↘316      | Красносельское            |
| 105 | Радованье                 | село     | ↘0        | Симское                   |
| 106 | Ратислово                 | село     | ↘73       | Красносельское            |
| 107 | Ручейки                   | село     | ↘0        | Красносельское            |
| 108 | Рябинино                  | село     | →0        | Красносельское            |
| 109 | Рябинки                   | деревня  | ↘22       | Небыловское               |
| 110 | Сваино                    | село     | ↘31       | Красносельское            |
| 111 | Семьинское                | село     | ↘229      | Красносельское            |
| 112 | Сима                      | село     | ↘1078     | Симское                   |
| 113 | Симизино                  | село     | ↗30       | Небыловское               |
| 114 | Слуда                     | деревня  | →0        | Небыловское               |
| 115 | Сорогужино                | село     | ↘238      | Красносельское            |
| 116 | Сосновый Бор              | село     | ↘491      | Красносельское            |
| 117 | Спасское                  | село     | ↗305      | Симское                   |
| 118 | Старково                  | деревня  | →0        | Красносельское            |
| 119 | Старково                  | село     | →0        | Красносельское            |
| 120 | Старково                  | станция  | ↗3        | Красносельское            |
| 121 | Старниково                | село     | ↘7        | Симское                   |
| 122 | Тартышево                 | деревня  | ↗15       | Небыловское               |
| 123 | Теньки                    | село     | →0        | Красносельское            |
| 124 | Терентьево                | деревня  | →0        | Красносельское            |
| 125 | Терешки                   | деревня  | ↘2        | Красносельское            |
| 126 | Терновка                  | село     | →0        | Красносельское            |
| 127 | Теслово                   | деревня  | →0        | Симское                   |
| 128 | Турабьево                 | село     | →0        | Красносельское            |
| 129 | Турсино                   | деревня  | ↘11       | Красносельское            |
| 130 | Турыгино                  | деревня  | →7        | Красносельское            |
| 131 | Федоровское               | село     | ↘114      | Симское                   |
| 132 | Фёдоровское               | село     | ↘613      | Небыловское               |
| 133 | Федосьино                 | село     | ↘33       | Красносельское            |
| 134 | Фроловское                | село     | ↘110      | Красносельское            |
| 135 | Хвойный                   | село     | ↘151      | Красносельское            |
| 136 | Хорошовка                 | деревня  | ↘1        | Красносельское            |
| 137 | Чеково                    | село     | ↘376      | Небыловское               |
| 138 | Черкасово                 | село     | ↘11       | Красносельское            |
| 139 | Чернокулово               | село     | →0        | Симское                   |
| 140 | Чувашиха                  | деревня  | ↗31       | Небыловское               |
| 141 | Шадрино                   | деревня  | ↘5        | Красносельское            |
| 142 | Шегодская                 | деревня  | ↘0        | Симское                   |
| 143 | Шегодское                 | село     | ↗5        | Симское                   |
| 144 | Шипилово                  | село     | ↘341      | Красносельское            |
| 145 | Шихобалово                | село     | →993      | Небыловское               |
| 146 | Шордога                   | местечко | ↘19       | Красносельское            |
| 147 | Энтузиаст                 | село     | ↘633      | Красносельское            |
| 148 | Юрково                    | деревня  | ↘30       | Красносельское            |
| 149 | Юрьев-Польский            | город    | ↘17 276   | город Юрьев-Польский      |

## Экономика
В районе зарегистрировано 26 сельхозпредприятий и 78 крестьянско-фермерских хозяйств молочно-мясного и зерноводческого направлений. По производству основных видов сельхозпродукции на протяжении ряда лет район занимает передовые позиции. Самыми крупными сельскохозяйственными предприятиями в районе являются СПК «Шихобалово», СПК «Красносельское», СПК «Леднево», СПК «Небыловское» и др. В районе находится ГУП «Юрьев-Польский конный завод», единственное предприятие в России по выращиванию владимирских тяжеловозов.

## Транспорт
Через район проходит железнодорожный ход Бельково — Иваново Северной железной дороги.

## Археология
На Семьинском городище к юго-востоку от села Семьинского на левом берегу реки Ко́локши найден стиль-писа́ло типа 4. Гончарные клейма с геометрическим рисунком «вращающиеся» колёса с Семьинского городища датируются XII — первой половиной XIII века. На Семьинском городище был найден фрагмент каролингской шпоры первого типа с сигарообразным шипом и прямой скобой. Семьинский курганный могильник 1 XI—XIII веков, находящийся в 2 км к северу-востоку от села Нового, содержал трупоположение с характерной для славян западной ориентировкой.

## Известные уроженцы
- Аменев, Алексей Фёдорович (1898—1971) — советский военный деятель, полковник.
- Пулов, Григорий Иванович (1918—2006) — советский лётчик-ас, Герой Советского Союза, генерал-майор авиации.